# Ford Mustang (1978)
La Ford Mustang III (nome in codice T-5) è la seconda generazione dell'omonima vettura, una pony car prodotta dalla casa automobilistica statunitense Ford dal 1978 al settembre 1993.

## Storia

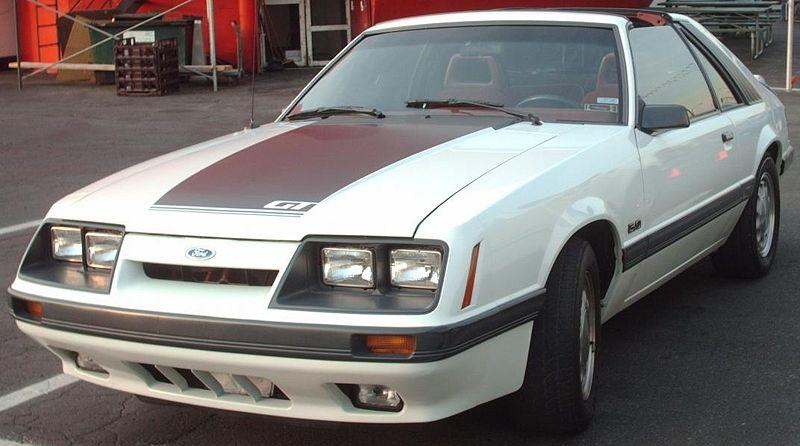
Una Ford Mustang III GT del 1985

Nel 1979 venne realizzata, sotto la guida di Jack Telnack, una nuova Mustang di terza generazione. Questa si basava sulla piattaforma Fox della Casa e lo stile rendeva omaggio ai modelli che l'avevano preceduta negli ultimi 25 anni.
La versione Cobra fece il suo debutto nel 1979, venendo prodotta fino al 1981. La Cobra presentava una griglia, finiture e modanature nere (eccetto i pannelli dei finestrini posteriori che erano verniciati in tinta con la carrozzeria), così come  tutta la parte inferiore della carrozzeria. Tutte le Cobra erano dotate di una piccola presa d'aria finta sul cofano non funzionante (per fornire più spazio per il filtro dell'aria a causa della maggiore altezza del motore Turbo da 2,3 litri). Lo spoiler posteriori non era incluso sui modelli del 1979, poiché debuttò dapprima sulla versione 500 Miglia di Indianapolis. La Cobra del 1980 ricevette un nuovo paraurti anteriore, nuova presa d'aria sul cofano e spoiler posteriore.
Nel 1982 la Ford reintrodusse nella gamma Mustang la GT. Questo doveva esser un modello ad alte prestazioni, una vera e propria nuova Muscle car. Il motore adottato era il Windsor V8 da 5,0 L (302in3) da 157 hp (134 kW). La trasmissione era a quattro marce, lo schema delle sospensioni era compatto. La vettura venne pubblicizzata con lo slogan The Boss is Back. Negli anni la potenza fu incrementata e raggiunse, nel 1987, i 225 hp (168 kW).

### Primo restyling: 1983–1986
Alla fine del 1982, ci furono alcuni cambiamenti e miglioramenti, caratterizzati da una parte anteriore ridisegnata con un muso più arrotondato e una griglia carenata, nuovi fanali posteriori orizzontali più larghi con indicatori di direzione color ambra. Questa è stata anche la prima Mustang a utilizzare il logo dell'ovale blu di Ford. Fu aggiunta anche la versione decappottabile nel 1983, che era equipaggiata con il nuovo motore Essex V6 da 3,8 litri che sostituì il motore a 6 cilindri in linea da 3,3 litri. Il motore V8 small block 302 (4,9 litri) ricevette un carburatore a quattro corpi e un nuovo collettore di aspirazione, portando la potenza a 175 CV (130 kW). La Turbo a quattro cilindri da 2,3 litri ricevette l'iniezione e più potenza arrivando a 145 CV (108 kW). 

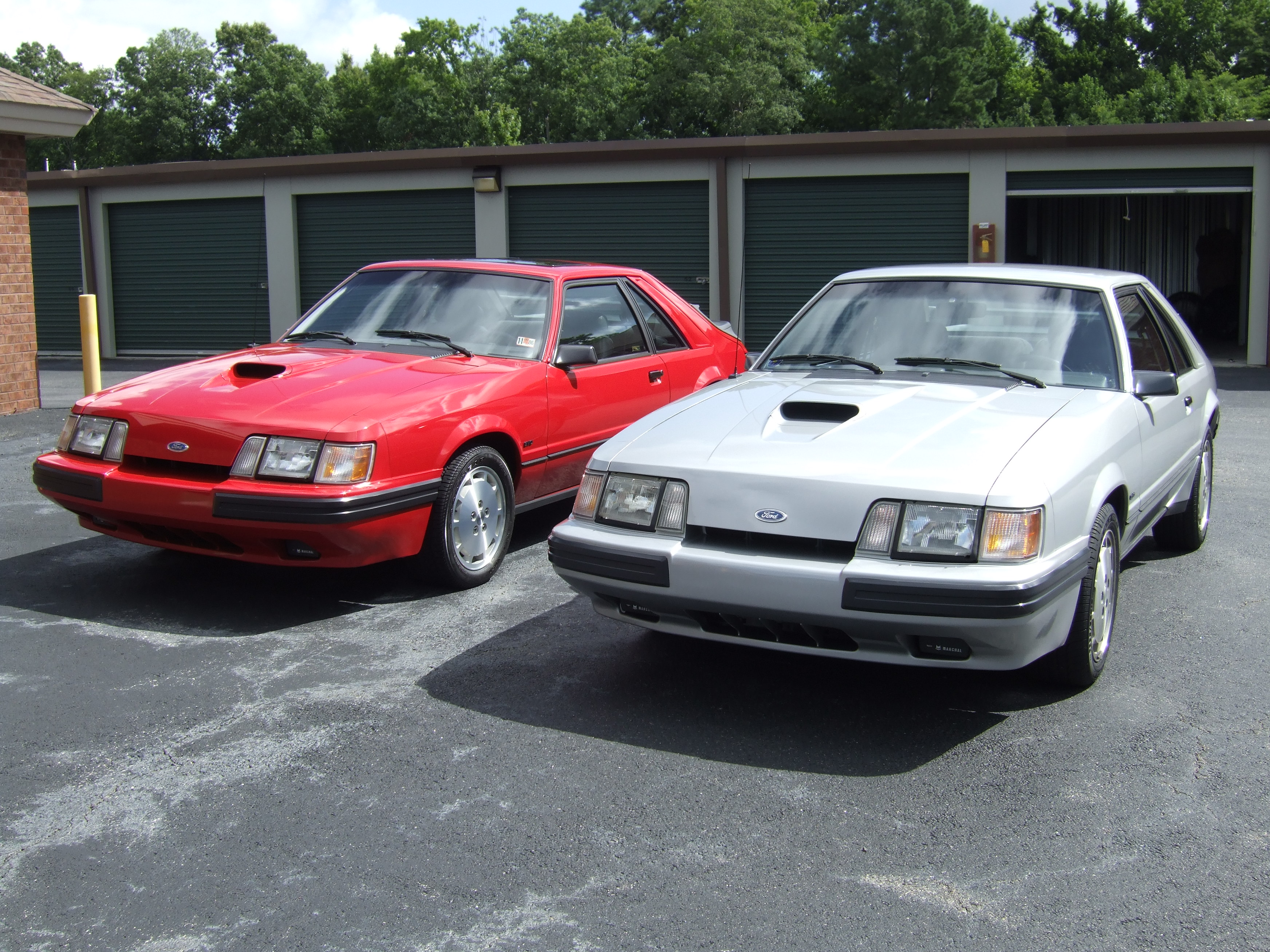
Mustang SVO del 1986

La Mustang SVO fu introdotta nel 1984 e venne prodotta fino al 1986. Il quattro cilindri in linea turbocompresso da 2,3 litri produceva inizialmente 175 CV (130 kW), vendendo poi potenziato a 205 CV (153 kW). Alcune differenze tra la SVO e il resto della gamma Mustang erano: freni a disco sulle quattro ruote, ruote in lega da 16 pollici e uno spoiler posteriore biplano specifico per le SVO. La calandra anteriore presentava un condotto di aspirazione per l'intercooler e un muso con fari rettangolari carenati ed incassati.
Nel 1985 l'anteriore fu nuovamente ridisegnato con un muso senza griglia con solo una fessura che fungeva da presa d'aria. La Mustang GT ricette le nuove testate E5AE, un carburatore Holley a quattro corpi rivisto, un nuovo albero a camme (solo nei modelli con cambio manuale), collettori di scarico meno restrittivi e uno scarico doppio, che portò la potenza a 210 CV (157 kW).

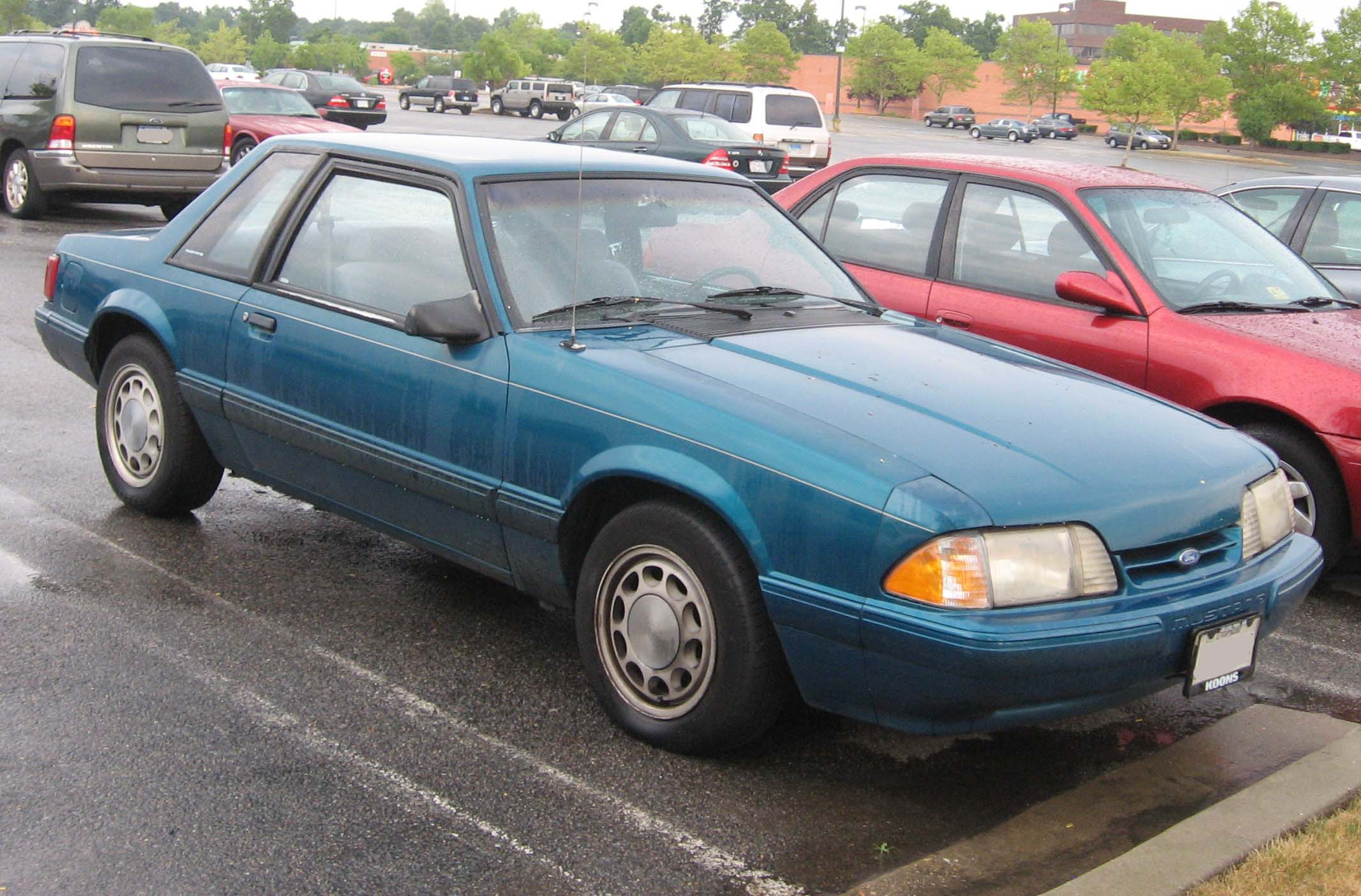
Restyling 1987

### Secondo restyling: 1987-1993
Sempre nel 1987 la Mustang subì, dopo otto anni, il suo primo importante restyling, modello 5.0. Questa rivisitazione riguardò sia la carrozzeria che gli interni e fu l'ultimo che la vettura subì per diversi anni a venire.
La popolarità della Mustang era restata inalterata nel tempo grazie al suo basso costo e alle sue prestazioni. Inoltre intorno a questa vettura era nato un grande mercato di parti e accessori speciali che ne aveva incrementato la popolarità.

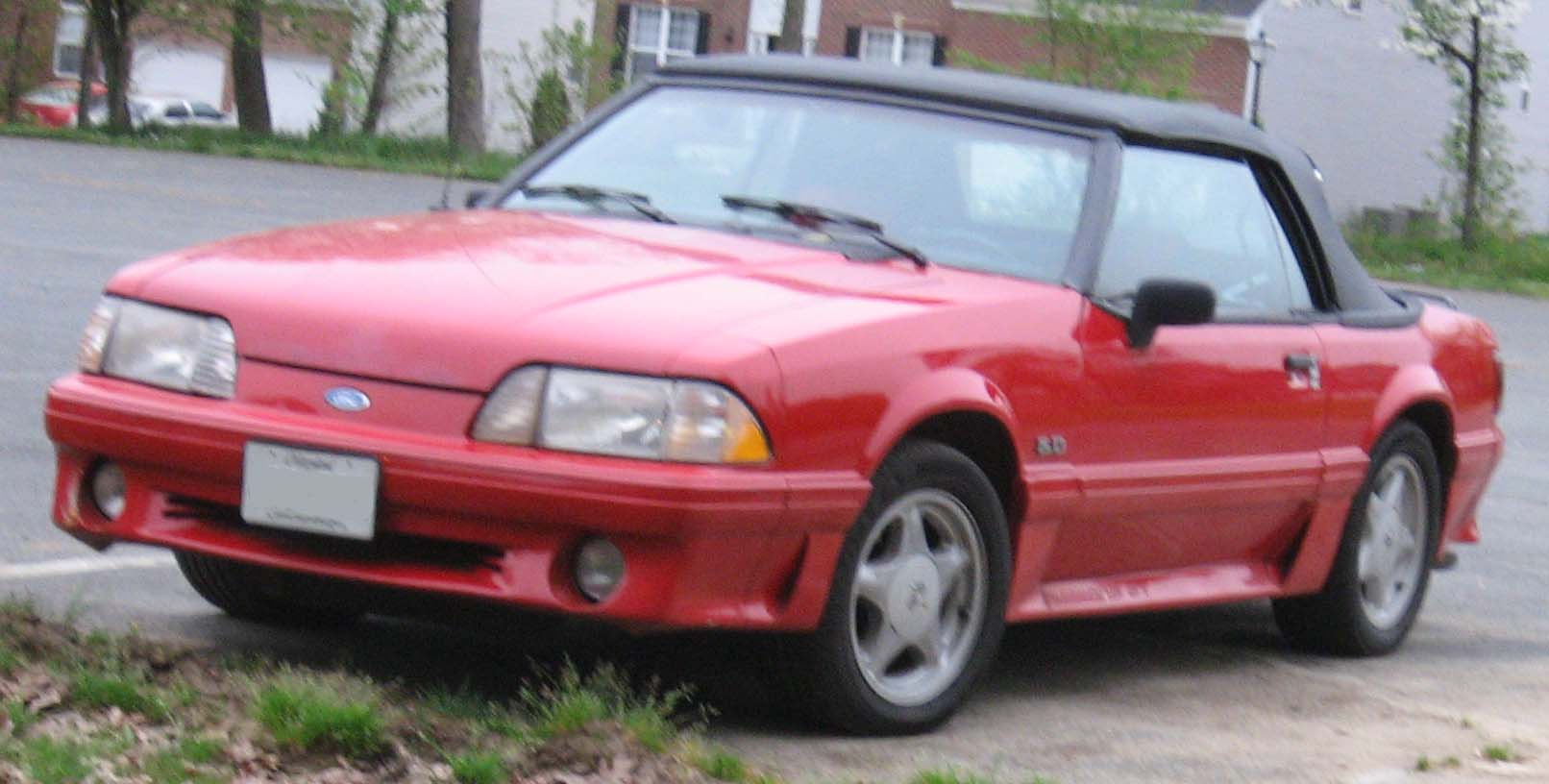
Mustang 5.0 Convertibile

Alla fine degli anni ottanta le vendite della Mustang rallentarono. Pur rimanendo intorno alle 100.000 unità l'anno non erano comparabili con le vendite dei primi anni. La Ford annunciò l'intenzione di interromperne la produzione per sostituirla con la Probe. Gli appassionati però sommersero la Casa con centinaia di migliaia di lettere che richiedevano il salvataggio di questo modello. Allora la Ford concesse un'ulteriore chance a questa vettura ma solo se le vendite si fossero attestate su buoni livelli. In caso contrario il modello sarebbe stato eliminato dal listino. Quando venne presentato il nuovo modello, che era stato ampiamente rivisto, il successo fu superiore alle aspettative e quindi il modello fu mantenuto in produzione.